# Cycles Gitane
Pour les articles homonymes, voir Gitane.
Gitane (ou Cycles Gitane, ou Micmo-Gitane) est une marque française de cycles.

## Historique
En 1923, Marcel Brunelière (Saint-Philbert-de-Bouaine 1893 - Machecoul 1973) s'installe comme forgeron-mécanicien agricole à Machecoul (Loire-Atlantique) et se lance en 1925 dans le commerce de pièces détachées pour cycles. L'année suivante, associé à Eugène Redois (1906 - 1999), il ouvre un atelier de montage qui confectionne des vélos des marques "G.M.B" puis "Marbru".
En 1928, les deux associés créent la marque "Gitane", officiellement enregistrée en 1929. Gitane produit des bicyclettes, et compte dix salariés la première année. En 1953, la société devient une SARL, et entame la fabrication de cyclomoteurs et motocyclettes.
En 1958, l'entreprise compte une cinquantaine d'employés. Deux ans plus tard, elle devient société anonyme et prend le nom de Micmo (pour « Manufacture Industrielle de Cycles et de Motocycles »), mais continue de commercialiser ses vélos sous la marque Gitane. 
Marcel Brunelière, le fondateur de la marque, prend sa retraite en 1966 et cède son entreprise à Serge Paulange. 
La société compte 170 salariés qui fabriquent 67 000 bicyclettes en 1968.
L'entreprise est acquise en 1970 par Claude Hautier. 
En 1974, 350 000 bicyclettes sont produites par 600 ouvriers salariés.
En 1975, la Société compte 720 salariés. Une nouvelle unité de production voit le jour à Port-Saint-Père. Une partie de la production est destinée à l'exportation. 
En 1976, la Régie Renault — qui en détenait déjà 30 % depuis 1974 — achète Micmo-Gitane.
La conjoncture change avec le ralentissement de l'économie en France, combiné à la baisse du dollar, qui pénalise les exportations vers les États-Unis, conduit à des licenciements de personnels. En 1985, pour renflouer les caisses de Renault en difficultés sur les marchés, le nouveau PDG du groupe Georges Besse vend Micmo-Gitane. En 1992, pour faire face à la poussée de la concurrence asiatique, les cycles Gitane, Peugeot ainsi que BH (Beistegui Hermanos) (en) en Pays basque espagnol se rapprochent pour créer le groupe Cycleurope. Ces fabricants de cycles sont revendus ensuite par BH à la société suédoise Monark (en) en 1996.
Au début des années 2000, la production des vélos Gitane est transférée dans une autre usine de Cycleurope, située à Romilly-sur-Seine et héritée des cycles Peugeot. 
En 2010, le site de Machecoul produit environ 300 000 unités par an, mais seul l'assemblage des bicyclettes y est fait, les cadres étant fabriqués en Chine. Les produits sortent sous les marques — Micmo, Raleigh, TVT, EXS — et également sous les marques de distributeurs d'(Auchan, Carrefour, Casino, Leclerc, Décathlon, Go Sport, Intersport, etc.).  
En mars 2013, le site de Machecoul est rachetée par le groupe Intersport en même temps que la marque de vélo Sunn et devient MFC : Manufacture Française du Cycle tandis que le groupe Cycleurope poursuit la production de la marque Gitane avec l'usine de Romilly-sur-Seine. L'usine MFC produit les vélos Intersport (Nakamura), ses propres marques et continue sous les marques distributeurs et devient en quelques années, la première marque de vélo électrique en France.  
En 2017, l'usine auboise de Romilly-sur-Seine compte 200 salariés. 
En 2015 Gitane lance Signature, une bicyclette au design innovant, dont l'arrière du cadre est dépourvu de haubans.

## Gamme
En 2013, Gitane commercialise sous sa marque des vélos à assistance électrique, des vélos de ville, des VTC, des vélos pour enfants, des VTT et des vélos de route.

## Sponsoring

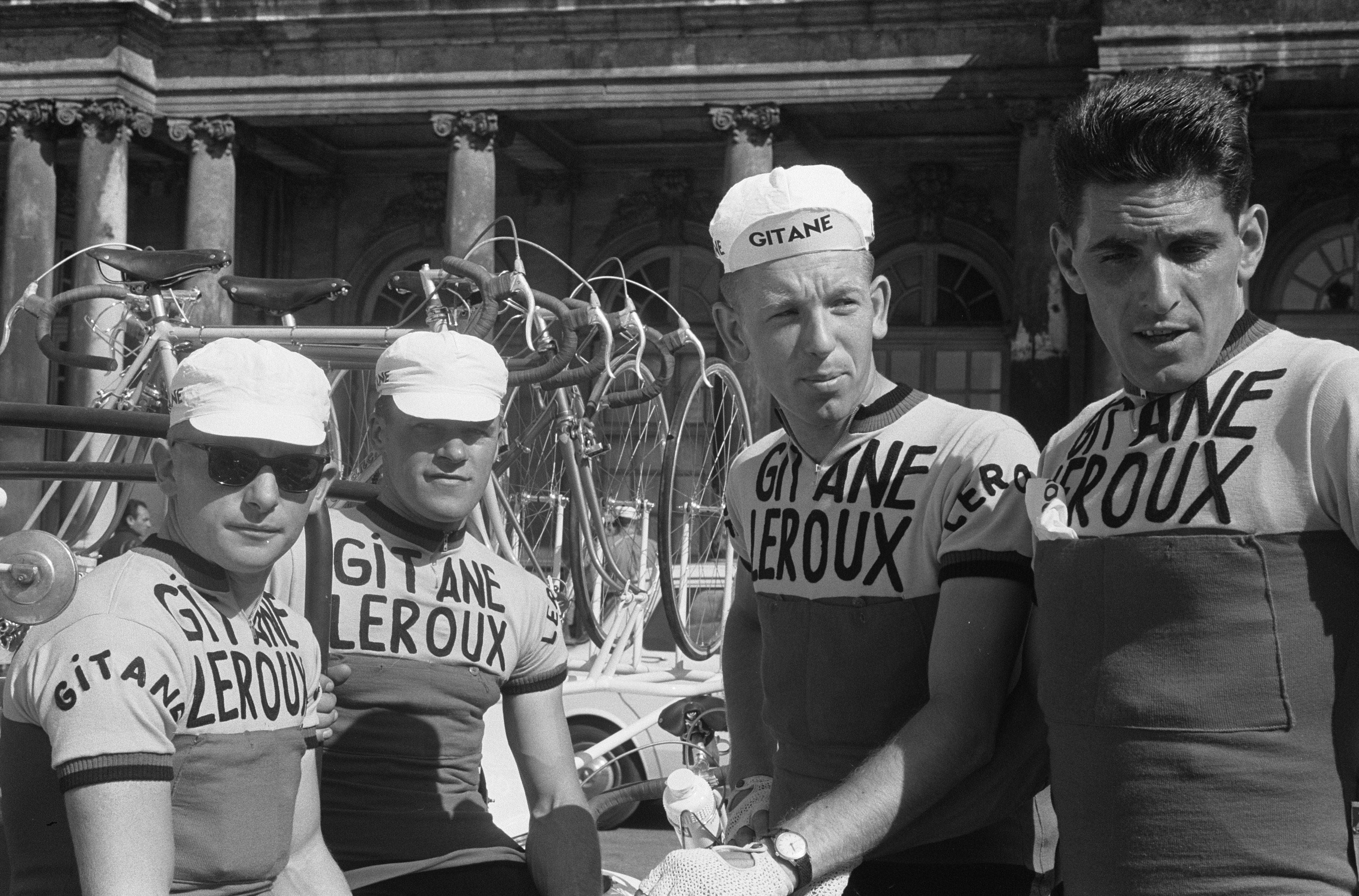
L'équipe lors du tour de France 1962

Gitane sponsorise ses premiers cyclistes professionnels en 1948.
De 1949 à 1956, l'équipe Gitane-Hutchinson est active et compte notamment dans son effectif durant trois ans le jeune coureur Jean Stablinski.
Entre 1960 et 1961, Gitane s'illustre grâce à l'équipe Rapha-Gitane-Dunlop de Rudi Altig. En 1962, elle devient sponsor principal pour la dernière saison de l'équipe Alcyon, renommée pour l'occasion Gitane-Leroux-Dunlop-R. Geminiani.
En 1963 et 1964, Gitane parvient au sommet en tant que co-sponsor en remportant le Tour de France avec Jacques Anquetil (équipe Saint-Raphaël-Gitane-Dunlop). Gitane est également sponsor de l'équipe Ford France-Gitane en 1965.
En 1972, après sept saisons loin du peloton professionnel, Gitane fait son retour en sponsorisant l'équipe Gitane, renommée Gitane-Frigécrème en 1973. En 1974, elle fusionne avec l'équipe Sonolor pour former Sonolor-Gitane. Cette formation est renommée Gitane-Campagnolo entre 1975 et 1977.
Entre 1978 et 1982, Gitane est co-sponsor de la mythique équipe Renault-Gitane qui s'illustre dans les grandes compétitions cyclistes. Grâce à Lucien Van Impe, Bernard Hinault, Laurent Fignon et Greg LeMond, Gitane se forge alors un palmarès exceptionnel.
Dans les années qui suivent, Gitane sponsorise les équipes Système U (de Laurent Fignon), et RMO (de Charly Mottet). 
Dans les années 90, Gitane se lance également dans le sponsoring d'une équipe VTT.
Dans les années 2000, après quelques années d'absence, Gitane revient dans le peloton professionnel avec La Française des jeux et BigMat-Auber.
Gitane est partenaire de La Poste pour la fabrication des vélos de facteurs.
En 2010, Gitane, via sa marque haut de gamme Definitive Gitane, fait son retour dans les pelotons professionnels en équipant l'équipe Saur-Sojasun pendant 3 saisons (2010 à 2012),.
Mais de 2011 à 2012, l'équipe Saur-Sojasun change de marque de vélo, avec Time,,,,.

## Palmarès
- Tour de France
  - 1963, 1964 (Anquetil), 1966 (Aimar), 1976 (Van Impe), 1978, 1979, 1981, 1982 (Bernard Hinault), 1983, 1984 (Laurent Fignon)
- Championnat du monde 
  - 1980 (Bernard Hinault), 1983 (Greg LeMond)
- Record de l'heure
  - Roger Rivière, Elsy Jacobs